# グレゴリアニク (小惑星)
グレゴリアニク (100019 Gregorianik) は、小惑星帯にある小惑星。フライムート・ベルンゲンが、東ドイツのタウテンブルクで発見した。
ドイツ語でグレゴリオ聖歌を意味する "Gregorianischer Choral" の短縮形に因んで名付けられた。